# Phuntsok Wangyal (député)
Ne doit pas être confondu avec Phuntsok Wangyal.
Phuntsok Wangyal (tibétain : ཕུན་ཚོགས་དབང་རྒྱལ, Wylie : phun tshogs dbang rgyal) né en 1944 dans l'est du Tibet, aujourd'hui province du Sichuan en Chine, est un homme politique tibétain. 

## Biographie
Phuntsok Wangyal est devenu moine et a étudié le bouddhisme au Tibet. 
En 1959, après avoir combattu avec le mouvement de résistance au Tibet, il s'est enfui en Inde, où il a fait ses études au St Joseph's College avant de rejoindre l'université de Delhi, où il obtient une maîtrise en politique et en relations internationales et l'université Jawaharlal-Nehru où il enseigne. En 1974, il est devenu directeur adjoint de la Bibliothèque des archives et des œuvres tibétaines à Dharamsala.
En 1973, il s'est installé à Londres où il a mené des recherches sur la vie du 13e dalaï-lama et le concept de réincarnation. En 1976, il enseigne la langue tibétaine à la School of Oriental and African Studies. Il devint membre puis président de la communauté tibétaine en Angleterre. En 1980, il est retourné au Tibet en tant que membre d'une délégation envoyée à la demande du 14e dalaï-lama dans le cadre d'une mission d'enquête, donnant lieu à des interviews et comptes rendus, dont la série documentaire de la BBC "The World About Us (en)". En 1981, il est nommé représentant du dalaï-lama à Londres et le Bureau du Tibet est créé.
En 1985, il fonde la Tibet Foundation dissoute en 2021.
En 1991, il est élu député du parlement tibétain en exil où il représente l'Europe. 
Il participe à soutenir les Mongols dans la renaissance de leur tradition et pratique bouddhistes en Mongolie. En juillet 2009, il reçoit la « Médaille de l'amitié » du président mongol pour la contribution de la Fondation au développement de la coopération entre la Mongolie et le Royaume-Uni, en reconnaissance des efforts de restauration de sa culture traditionnelle et de son patrimoine spirituel.
En 2014, Phuntsog Wangyal a reçu un doctorat honorifique de la School of Oriental and African Studies de l'université de Londres, où il est membre honoraire.